# Monnikenhuize
Monnikenhuize – wielofunkcyjny stadion, położony w mieście Arnhem, Holandia. Oddany został do użytku 1915 roku. Od 1915 roku swoje mecze na tym obiekcie rozgrywał zespół SBV Vitesse, aż do 1950 roku, kiedy to klub przeniósł się na nowy Nieuw Monnikenhuize. Pojemność stadionu wynosi 7500 osób.